# Setostylus pictipennis
Setostylus pictipennis är en tvåvingeart som beskrevs av Loïc Matile 1990. Setostylus pictipennis ingår i släktet Setostylus och familjen platthornsmyggor.
Artens utbredningsområde är Guatemala. Inga underarter finns listade i Catalogue of Life.